# Гонсалес Видела, Габриэль
Габриэ́ль Энри́ке Гонса́лес Виде́ла (исп. Gabriel Enrique González Videla; 22 ноября 1898 года, Ла-Серена, Чили, — 22 августа 1980 года, Сантьяго, Чили) — чилийский политический деятель, занимал пост президента Чили с 3 ноября 1946 года по 3 ноября 1952 года.
До избрания на пост президента занимал должности сенатора, депутата, посла Чили во Франции (1939—1941), Португалии (1941—1942) и Бразилии (1943—1944), постоянного представителя Чили в ООН. Баллотировался в президенты в 1946 году от Демократического альянса — коалиции собственной Радикальной и более левых партий, включая Коммунистическую, однако с избранием президентом развернул антикоммунистические репрессии.